# 씨 왓 아이 워너 씨
《씨 왓 아이 워너 씨》(See What I Wanna See)는 2005년 미국 뉴욕 오프 브로드웨이에서 초연한 마이클 존 라키우사(Michael John LaChiusa)의 뮤지컬이다. 일본 소설가 아쿠타가와 류노스케 (芥川龍之介)의 단편 소설 세 편, 〈게사와 모리토〉(袈裟と盛遠), 〈덤불 속〉(藪の中), 〈용〉(龍)를 원작으로 하였다. 그중 〈덤불 속〉은 구로사와 아키라 감독의 1950년 영화 《라쇼몽》(羅生門)의 원작이기도 하다.

## 구성
| 1막 - R. 쇼몽(R. Shomon) - Kesa - The Janitor's Statement - The Thief's Statement/She Looked at Me - See What I Wanna See - Big Money - The Park - You'll Go Away With Me - Murder - Best Not to Get Involved - The Wife's Statement - Louie - The Medium and the Husband's Statement - Quartet. You'll Go Away With Me (reprise) - No More - Simple as This - Light in the East/Finale Act 1 | 2막 - 영광의 날(Gloryday) - Morito - Confession/Last Year - The Greatest Practical Joke - First Message - Central Park - Second Message - Coffee - Gloryday - Curiosity/Prayer - Feed the Lions - There Will Be a Miracle - Prayer (reprise) - Rising Up/Finale Act 2 |

## 출판
책으로 출판되기도 하였다.
- Lachiusa, Michael John. (2007-03-02). 《See What I Wanna See》(Paperback). Dramatist's Play Service. 총 64쪽. ISBN 0-8222-2169-1. (영어)

## 대한민국 공연
대한민국에서는 뮤지컬 헤븐(Musical Heaven, Inc.)에서 수입 및 번안 제작을 담당하였고, 2008년 서울 예술의 전당에서 첫 공연을 하였다. 제14회 한국 뮤지컬 대상 시상식에서 여우 조연상 (박준면)과 음악상 (이나영)을 수상하기도 하였다.
- 감독: 하비에르 구티에레즈 (Javier Gutierrez)
- 조감독: 김민정
- 음악 감독: 이나영
- 번역 및 한국어 가사: 박천휘
- 극작법: 김지영
- 미술: 정승호
- 조명: 백시원
- 음향: 강국현
- 의상: 이주희
- 분장: 장재경